# Karl Theobald Gauweiler
Karl Theobald „Theo“ Gauweiler (* 31. August 1909 in Cottbus; † Januar 1942 in Berlin) war ein hochrangiges Mitglied der Nationalsozialistischen Deutschen Arbeiterpartei (NSDAP) und der SA. Er wurde 1941 als „Volksschädling“ zum Tode verurteilt, nachdem bekannt geworden war, dass er Spendengelder veruntreut hatte.

## Leben
Theo Gauweiler wuchs als Sohn des Predigers Friedrich Gauweiler auf. Bereits mit dreizehn Jahren war er Mitglied des Völkischen Bundes Eberswalde. Während seiner Schulzeit an der Oberrealschule Kaiserslautern trat er 1925 der Hitlerjugend bei. Dem folgte zum 1. September 1927 der Eintritt in die NSDAP (Mitgliedsnummer 69.103) und in die SA. 1928 tat er sich als Gauredner hervor. In der SA stieg er bis zum Sturmbannführer auf. Beruflich machte er erst eine Ausbildung zum Dentisten und war von April 1933 bis zum 1. Mai 1934 Assistent am Lehrinstitut für Dentisten in Frankfurt am Main. Anschließend wurde er jedoch Gauamtsinspekteur der NSBO und der DAF im Gau Rheinpfalz. Zudem war er Leiter des Presseamts der DAF. An den Novemberpogromen in der Nacht vom 9. auf den 10. November 1938 in Frankenthal war er federführend beteiligt.
Von 1934 bis 1941 war er Kreisleiter in Frankenthal. Von 1940 bis 1941 war er Landrat und D.V.G.-Kreisleiter des Kreises Salzburgen im besetzten Lothringen. Seit März 1941 ermittelte die Staatsanwaltschaft von Frankenthal gegen ihn. So hatte er in der Zeit von 1937 bis 1940 Spendengelder in Höhe von 90.000 Reichsmark unterschlagen, die er für seine Geliebte ausgab. Gauweiler versuchte, sich der Strafverfolgung zu entziehen, indem er sich freiwillig zur Wehrmacht meldete. Am 7. November 1941 verurteilte ihn jedoch das Reichskriegsgericht als „Volksschädling“ zweimal zum Tode. Das Todesurteil wurde am 21. Januar 1942 durch Adolf Hitler bestätigt und noch im Januar durch Erschießen vollstreckt. Posthum wurde ihm die Mitgliedschaft in NSDAP und SA aberkannt.